# 157 (число)
Вижте пояснителната страница за други значения на 157.
157 (сто петдесет и седем) е просто, естествено, цяло число, следващо 156 и предхождащо 158.
Сто петдесет и седем с арабски цифри се записва „157“, а с римски цифри – „CLVII“. 157 е на 37-о място в реда на простите числа (след 151 и преди 163). Числото 157 е съставено от три цифри от позиционните бройни системи – 1 (едно), 5 (пет), 7 (седем).

## Общи сведения
- 157 е нечетно число.
- 157-ият ден от годината е 6 юни.
- 157 е година от Новата ера.